# 卡萨尔-迪普林奇佩
卡萨尔-迪普林奇佩（義大利語：Casal di Principe），是意大利卡塞塔省的一个市镇。总面积23平方公里，人口21102人，人口密度917.5人/平方公里（2009年）。ISTAT代码为061019。